# گوشت‌دندان‌سانان
گوشت‌دندان‌سانان (نام علمی: Creodonta) یک آرایه قدیمی از پستانداران گوشت‌خوار منقرض‌شده است که توسط ادوارد کوپه، دیرینه‌شناس آمریکایی در سال ۱۸۷۵ میلادی به عنوان یک راسته طبقه‌بندی شد. امروزه این آرایه را بیشتر به عنوان یک گروه چندتبار از پستانداران گوشت‌خوار نخستین دسته‌بندی می‌کنند.

## طبقه‌بندی
گوشت‌دندان‌سانان را در کنار دو راسته گوشت‌خوارسانان و پولک‌پوست‌سانان به عنوان بخشی از کلاد بزرگ نارام‌زیان طبقه‌بندی می‌کنند. با وجود شباهت‌های بسیاری که از نظر ریخت‌شناسی و بوم‌شناسی میان این پستانداران اولیه و گوشت‌خوارسانان وجود دارد، گوشت‌دندان‌سانان شاید با پولک‌پوست‌سانان حشره‌خوار دارای پیوندهای خویشاوندی نزدیک‌تری باشند.
آرایه گوشت‌دندان‌سانان شامل دو خانواده مجزا می‌شود. یکی از خانواده‌ها، تیزکفتاران (Oxyaenidae) هستند که در اواخر دور پالئوسن و در آمریکای شمالی ظاهر شدند و گونه‌های کوچک‌تر آنان در بازه زمانی ائوسن در آسیا و اروپا پدیدار شدند. تمام تیزکفتاران تا پایان ائوسن منقرض شدند. کفتاردندانان (Hyaenodontidae)، خانواده دیگری هستند که بین اوایل تا اواخر دور پالئوسن در اروپا یا آفریقا فرگشت یافتند و تا میوسن پسین توانستند به بقای خود ادامه دهند.

## مناطق زیست
گوشت‌دندان‌سانان در آمریکای شمالی، اوراسیا و آفریقا پراکنده بودند. در آمریکای شمالی و اوراسیا تمامی آنان تا پایان اولیگوسن منقرض شدند. تنها در آفریقا بود که برخی سرده‌ها در طول دور میوسن توانستند به حیات خود ادامه دهند. در این زمان یک سرده از گوشت‌دندان‌سانان با نام Hyainailouros، توانست از آفریقا به اوراسیا کوچ کند و جمعیت گوشت‌دندان‌سانان در اوراسیا را تا حدودی احیا کند. اما سرانجام با فرارسیدن میوسن پسین تمام گونه‌های گوشت‌دندان‌سانان به انقراض کشیده شدند. ممکن است این جانوران در رقابت با گوشت‌خوارسانان از میان رفته باشند. علت حذف آن‌ها در این رقابت احتمالاً مغز کوچک‌تر و ساختار اندام حرکتی گوشت‌دندان‌سانان بود که چالاکی و انطباق‌پذیری آن‌ها را نسبت به رقبایشان کمتر می‌کرد.